# Perseverance (album)
Perseverance – drugi album studyjny amerykańskiej grupy muzycznej Hatebreed.

## Lista utworów
1. "Proven" – 2:35
2. "Perseverance" – 2:20
3. "You're Never Alone" – 3:21
4. "I Will Be Heard" – 2:58
5. "A Call for Blood" – 3:05
6. "Below the Bottom" – 2:25
7. "We Still Fight" – 1:35
8. "Unloved" – 2:37
9. "Bloodsoaked Memories" – 2:52
10. "Hollow Ground" - 2:39
11. "Final Prayer" - 2:12
12. "Smash Your Enemies" - 2:09
13. "Healing to Suffer Again" - 2:49
14. "Judgement Strikes (Unbreakable)" - 1:25
15. "Remain Nameless" - 2:50
16. "Outro" - 0:38

## Twórcy
- Jamey Jasta - wokal
- Sean Martin - gitara
- Lou „Boulder” Richards - gitara
- Chris Beattie - gitara basowa
- Matt Byrne - perkusja